# Тацоха Максим Валерійович
Максим Валерійович Тацоха (Уманський район, Черкаська область — 24 лютого 2022, Чернігівська область) — солдат Збройних Сил України, учасник російсько-української війни, що загинув під час російського вторгнення в Україну.

## Життєпис
Народився 25 липня 1993 року в Уманському районі Черкаської області.
Загинув 24 лютого 2022 року під час боїв на Чернігівщині.

## Нагороди
- орден «За мужність» III ступеня (15 червня 2022, посмертно) — за особисту мужність під час виконання бойових завдань, самовіддані дії, виявлені у захисті державного суверенітету та територіальної цілісності України, вірність військовій присязі.